# مانوئل ماروتیان
مانوئل مارتیروسی ماروتیان (به ارمنی: Մանվել Մարտիրոսի Մարության)(زاده ۱ ژانویهٔ ۱۹۰۱ ارمنستان غربی – درگذشته ۱۹ اکتبر ۱۹۸۶ ایالات متحده) هنرپیشه، نمایش‌نامه‌نویس، شاعر و خاطره‌نویس اهل ارمنستان بود.

## زندگی‌نامه
در روز یکم ژانویهٔ ۱۹۰۱ (۱۲۷۹/۱۰/۱۱ خ) در در شهر وان در ارمنستان غربی به دنیا آمد. تحصیلات ابتدایی را در زادگاهش و متوسطه را در ایروان به پایان رسانید در سال ۱۹۲۳ (۱۳۰۲ خ) پس از سفر به اروپا دورهٔ «استودیو دراماتیک وین» را به پایان رسانید علاقهٔ بسیار او به تئاتر و ادبیات در دوران مدرسه شکل گرفت. از ۱۷ سالگی شروع به سرودن شعر کرد؛ و در سال ۱۹۱۸ (۱۲۹۷ خ) برای نخستین بار به روی صحنه رفت. در سال‌های ۱۹۱۸–۱۹۱۹ نخستین «استودیو دراماتیک ارامنه» تأسیس شد. مارویتان نیز در این مدرسهٔ بازیگری حضور یافت، و در مجموع دو سال جایزهٔ نخست را برد.
فعالیت هنری ماروتیان در ایران محدود به چهار دورهٔ متفاوت می‌باشد:
وی برای نخستین بار در سال ۱۹۲۱ (۱۳۰۰ خ) به ایران آمد و حدود یک سال در اجراهای ناشجیان شرکت کرد. در سال ۱۹۲۲ یک گروه تئاتر سیار از هنرجویان تئاتر ارمنی تشکیل داد. هدف ماروتیان از تشکیل این گروه رسیدن به اروپا به وسیلهٔ اجراهای مختلف جهت ادامهٔ تحصیل بود. سفرهای این گروه حدود یک سال طول کشید: با اجراهای مختلفی در شهرهای تهران، قزوین، زنجان، همدان، کرمانشاه، اراک، جلفا، آبادان، اهواز، و مسجدسلیمان، سپس عراق، سوریه، لبنان، و یونان؛ و با پذیرفته شدن در «دانشگاه پراگ» به چکسلواکی رفت. ماروتیان در دانشگاه پراگ در رشتهٔ اقتصاد روستایی ثبت نام کرد، که طبعاً او را راضی نمی‌کرد. در سال ۱۹۲۳، یکی از بازرگانان ارمنی مقیم اتریش ماروتیان را به وین برد. او در آن‌جا در «دانشگاه موسیقی و هنرهای نمایشی وین» پذیرفته شد. از جمله استادانش «مکس راینهاردت»، «واید» و «هومان» بودند. او این دورهٔ بازیگری را با موفقیت طی کرد. پس از آن به مجارستان رفت. نیروهای تئاتری رومانی او را متقاعد کردند که در آن‌جا بماند و گروه تئاتر ارامنه را رهبری کند. حدود یک سال و نیم در رومانی ماندگار شد و در تمام شهرهای ارمنی‌نشین نمایش‌هایی را با موفقیت اجرا کرد. سپس به پاریس رفت و در آن‌جا «گروه تئاتر ارامنهٔ اروپا» را تشکیل داد؛ که این گروه پس از چندی از هم گسست. پس از آن به مارسی رفت و در آن‌جا «استودیو دراماتیک ارامنهٔ مارسی» را بنا نهاد. در مارسی نیروهای جوان را تربیت کرد تا برنامه‌های تئاتر را به صورت جدی و دقیق اجرا کنند. ماروتیان در همهٔ هفت سالی که در مارسی بوده، به شهرها و روستاهای مختلف می‌رفته و با همکاری «گروه تئاتر مارسی»، و حتی علاقه‌مندان ساکن همان محل‌ها، نمایشنامه‌هایی برای ارامنهٔ در غربت اجرا می‌کرده‌است. در سفر به شهرهای مختلف از جمله پاریس، مارسی، لیون، و والانس حدود دویست اجرا داشته و در همه‌جا هسته‌های تئاتری ایجاد کرده‌است.
ماروتیان در سال ۱۹۲۸ با خانم «لرتا آوانسیان» ازدواج کرد و در ۱۹۳۲ به علت بیماری همسرش و به علت سکونت خانوادهٔ خانم لرتا در ایران، به ایران مراجعت کرد. خانم لرتا همان سال در تهران درگذشت. دورهٔ دوم فعالیت وی در تهران در فاصله سال‌های ۳۷–۱۹۳۴ (۱۶–۱۳۱۳ خ) می‌باشد ماروتیان در ایران برنامهٔ اجراهای آینده‌اش را پی‌ریزی کرد و استودیوی تئاتر با نام «استودیو دراماتیک تهران» را تشکیل داد. این استودیو تا سال ۱۹۳۷ (حدود دو سال) دوام داشت. در سال ۱۹۳۷ با خانم «رزا بتلسیان» ازدواج کرد. یک سال پیش از آن، ۱۳۱۵ خورشیدی، به دستور رضا شاه، «مدارس ارمنی» تعطیل و پس از آن اجرای نمایشنامه به زبان ارمنی نیز ممنوع شده بود.
ماروتیان به اتفاق همسرش به عراق، لبنان، یونان، رومانی، و بلغارستان رفت و نمایشنامه‌هایی را با توفیق بسیار اجرا کرد. در این سفرها دیپلم‌های افتخار و تشویق‌هایی را به زبان‌های مختلف دریافت داشت. دوره سوم فعالیت‌های ماروتیان در ایران بین سال‌های ۴۵–۱۹۴۲ (۲۴–۱۳۲۱ خ) می‌باشد، زمانیکه سومین سال جنگ جهانی دوم شروع شده بود، ماروتیان به ایران بازگشت. در ابتدا شرایط دشواری برای این زوج بازیگر به وجود آمد؛ ولی دو سال بعد اجرای نمایشنامه به زبان ارمنی آزاد اعلام شد. ماروتیان گروه خود را احیا کرد و نمایش‌های متعددی را به روی صحنه برد و خود نیز در نقش‌های بیادماندنی ظاهر شد.
در سال ۱۹۴۵ به کشورهای عراق، سوریه، لبنان، قبرس، و فرانسه رفت و در سال ۱۹۴۹ با رسیدن به آرژانتین در «بوئنوس‌آیرس» مستقر و «استودیو دراماتیک ارامنهٔ آرژانتین» را به وجود آورد؛ که در آن‌جا نیز موفق بود، و اجراهایی را در «مونته‌ویدئو» داشت. سپس به «سن‌پائولو» در برزیل رفت و با گروه خود نمایشنامه‌هایی را اجرا کرد. در مدت ده سال، تا ۱۹۶۰، تئاتر آمریکای لاتین را رونق داد و باعث ترقی آن شد.
آخرین دوره اقامت ماروتیان در ایران بین سال‌های ۱۹۶۰ تا ۱۹۷۹ (۱۳۳۹ تا ۱۳۵۸ خ) می‌باشد. وی در سال ۱۹۶۰ با مراجعت به ایران در تهران ماندگار شد، و از او دعوت شد تا «کلوپ ارامنه» را اداره کند. او به‌عنوان رئیس «کانون نویسندگان ارمنی ایران» نیز انتخاب شد؛ در اطراف کلوپ، گروه‌های فرهنگی گرد آورد؛ گاهی نمایشنامه اجرا کرد و گاه نیز در فیلم‌های فارسی ظاهر شد. وی در مجموع در بیست ویک فیلم (دو فیلم در اتریش و نوزده فیلم در ایران) بازی کرد.
در طول حدود پنجاه سال کار و فعالیت ۸۴ نمایشنامه را بیش از ۱۵۰۰ بار در ۱۲۵ شهر از ۲۷ کشور اجرا کرد و در این میان ۱۵۰ بازیگر را آموزش داد و تربیت کرد.
در ۸ مه ۱۹۶۹ در تهران، پنجاهمین سال فعالیت‌های تئاتری مانوئل ماروتیان با شکوه بسیار جشن گرفته شد.
ماروتیان در سال‌های آخر عمر خویش در ایالات متحده آمریکا اقامت گزید و در سال ۱۹۸۶ (۱۳۶۵ خ) در لس آنجلس، کالیفرنیا درگذشت.
از جمله نمایشنامه‌های او عبارت‌اند از: «کومیتاس تاریکی»، «آسمان بانگ می‌زند»، «سلطان سرخ»، «روح یا جسم؟»، «کشتی نوح روی آب‌های آتلانتیک»، و…
خاطراتش نیز در کتاب دو جلدی «آن‌گاه که پرده پایین می‌آید» ثبت شده‌است.
کتابشناسی
- (به ارمنی: Փակուած վարագոյրի առջեւ) (نیویورک ۱۹۸۱)
- (به ارمنی: Բեմական ընկերներս) (انطلیاس ۱۹۸۶)

## فیلم‌شناسی
1. دختر ولگرد (۱۳۴۳، آرامائیس آقامالیان)
2. گنج قارون (۱۳۴۴، سیامک یاسمی)
3. قهرمان قهرمانان (۱۳۴۴ ،سیامک یاسمی)
4. گدایان تهران (۱۳۴۵، محمدعلی فردین)
5. شارلاتان (۱۳۴۵، صابر رهبر)
6. سه قهرمان (۱۳۴۵، امین امینی)
7. بی‌عشق هرگز (۱۳۴۵، ساموئل خاچیکیان)
8. سه جوانمرد (۱۳۴۶، بهرام ری‌پور)
9. سرنوشت (۱۳۴۶، حکمت آقانیکیان)
10. چرخ فلک (۱۳۴۶، صابر رهبر)
11. عشق‌آفرین (۱۳۴۸، احمد نجیب‌زاده)
12. دنیای آبی (۱۳۴۸، فریدون گله)
13. مردی از جنوب شهر (۱۳۴۹، احمد نجیب‌زاده)
14. دختر ظالم بلا (۱۳۴۹، عزیزاله بهادری)
15. آینه زمان (۱۳۴۹، احمد نجیب‌زاده)
16. معرکه (۱۳۵۰، فریدون گله)
17. خوشگل محله (۱۳۵۰، ایرج گل‌افشان)
18. احساس داغ (۱۳۵۰، روبیک زادوریان)
19. کج کلاخان (۱۳۵۲، صابر رهبر)